# Freelancer
Freelancer е видео игра, симулатор на космически битки и търговия, създадена от Digital Anvil с помощта на Microsoft Games Studios. Играта е била първоначално обявена от Chris Roberts през 1999 с последвали много неуспехи все пак е била издадена през 2003.
В играта играчът поема ролята на пилот на едноместен космически кораб, откривайки 48 слънчеви системи и посещавайки планети и космически станции. Играчът може да се впуска в битки с други кораби, за да защити търговци, или да се отдаде на пиратство. Друга възможност е да стане ловец на глави или търговец. В режим Single Player историята се върти около Edison Trent, който преминава през серия от мисии за да спаси галактиката на Sirius от мистериозни извънземни войски. В Multiplayer режим играчите са свободни да поемат по какъвто си искат път и да изследват всичко от началото.
Първоначално Robert обещава атракция в Multiplayer режим с хиляди играчи, автоматични летящи маневри и динамична икономика, но били снижени във финалния релийз. Демото на играта много впечатлило критиците, но след закупуването от страна на Microsoft и след като Robert напуска Digital Anvil, критиците имали съмнения относно играта. Критиците отсъдили за крайния продукт, че е технически добър, но не е задоволил техните първоначални очаквания.